# سويسرا وأسلحة الدمار الشامل
خلال الحرب الباردة، وضعت سويسرا خططًا مفصلة لامتلاك واختبار الأسلحة النووية. بعد أسبوعين بقليل من القصف الذري لهيروشيما وناجازاكي، شرعت الحكومة السويسرية في دراسة إمكانية صناعة الأسلحة النووية، واستمر برنامجها النووي العسكري طوال 43 عامًا حتى العام 1988. ومنذ ذلك الحين، وقعت سويسرا وصادقت على معاهدة الحد من انتشار الأسلحة النووية. لم تحُز سويسرا على أسلحة بيولوجية قط، إنما كان لديها برنامج ضمن القيادة العليا للجيش السويسري بهدف تطوير واختبار الأسلحة الكيميائية.

## البرنامج النووي العسكري
في 15 أغسطس 1945، أرسل الكولونيل في الجيش السويسري هانز فريك رسالة إلى المستشار الفيدرالي كارل كوبيلت يطالب فيها ببدء سويسرا دراسة إمكانية الحصول على أسلحة نووية بغرض الدفاع عن نفسها. أذِن المجلس الفيدرالي بتشكيل لجنة للبدء بالدراسة في نوفمبر من العام 1945. وكانت الجهود «قد بدأت تسير بزَخَمٍ» في العام 1945.
في 8 يونيو 1946، شكّلت الحكومةُ السويسرية اللجنةَ المعنية بدراسة الطاقة النووية بقيادة الدكتور باول شيرير، عالم الفيزياء والأستاذ في المعهد الفدرالي السويسري للتكنولوجيا في زيورخ. وتمثّل الهدف من اللجنة في دراسة الاستخدام المدني للطاقة الذرية، في حين كان الهدف السري هو دراسة الأساس العلمي والفني لصناعة أسلحة نووية. لم يكن نشاط تلك المجموعة ذا بال ولم تُحرز سوى تقدم بطيء؛ ومع ذلك، فقد منحت أحداثُ الحرب الباردة، لا سيما الغزو السوفيتي للمجر في العام 1956 وسباق التسلح النووي في منتصف الخمسينيات من القرن العشرين، منحت المشروع زخمًا جديدًا. رغم التساؤلات المُثارة حول المهمة المحددة لباول شيرير، فقد أدى دورًا بارزًا في البرنامج النووي السويسري.
خلال اجتماع في 29 مارس 1957، أنشأ رئيس الأركان لويس دي مونتمولين اللجنة السرية لدراسة الحصول المحتمل على الأسلحة النووية. وكان الهدف من اللجنة هو تقديم إطلاعٍ للمجلس الفيدرالي السويسري بخصوص «إمكانية حيازة أسلحة نووية في سويسرا». وفي نهاية المطاف، جاءت توصيات اللجنة مؤيدة للموضوع.
في 11 يوليو 1958، أصدر المجلس الفيدرالي بيانًا عامًا صرّح فيه أنه برغم كون العالم خالٍ من الأسلحة النووية هو من مصلحة سويسرا، فإن البلدان المجاورة لها التي تبنّت صناعة الأسلحة النووية قد أجبرتها على أن تحذو حذوها. في 23 ديسمبر 1958، أصدر المجلس الفيدرالي تعليماته إلى وزارة الدفاع بدراسة المسائل اللوجستية والتنفيذية للحصول على أسلحة نووية. ومع ذلك، بقيت الجهود منصبّة على الدراسة والتخطيط أكثر من التنفيذ.
في استفتاء عُقد في أبريل من العام 1962، رفض الشعب السويسري مقترحًا لحظر الأسلحة النووية في البلاد. وفي شهر مايو من العام التالي، صوّت الناخبون السويسريون مرة أخرى لرفض عقد استفتاء كان سيطلب منهم الموافقة على تجهيز القوات المسلحة بأسلحة نووية إذا قررت فعل ذلك.
بحلول العام 1963، وصل عملية التخطيط إلى مرحلة تقديم مقترحات تقنية مفصلة، ووضع تقديرات محددة بخصوص المخزون والتكلفة. في 15 نوفمبر 1963، أعد الدكتور باول شميد تقريرًا من 58 صفحة يوضّح الأسس النظرية للتسليح النووي السويسري. في 28 نوفمبر من العام 1963، قدّر نائب رئيس الأركان أن تكاليف صنع قنبلة اليورانيوم تبلغ 720 مليون فرنك سويسري على مدار 35 عامًا، تشمل في البداية 20 مليون فرنك تكاليف للأبحاث الصرفة الضرورية للتخطيط. ووفقًا للحسابات، ففي حال اختير البلوتونيوم بدلًا من اليورانيوم المخصّب، قُدّرت التكلفة بـ2,100 مليون فرنك على مدار 27 عامًا.